# Марш военных кораблей
«Марш военных кораблей» (яп. 軍艦行進曲 Gunkan kōshinkyoku, Гункан ко:синкёку, он же 軍艦マーチ Гункан мати) — японский флотский марш, гимн военно-морского флота Японии, одна из самых известных японских военных песен (гунка). Считается образцом военной музыки раннего периода Мэйдзи и одним из лучших военных маршей: японцы полагают, что он входит в число важнейших маршей мира.

## История

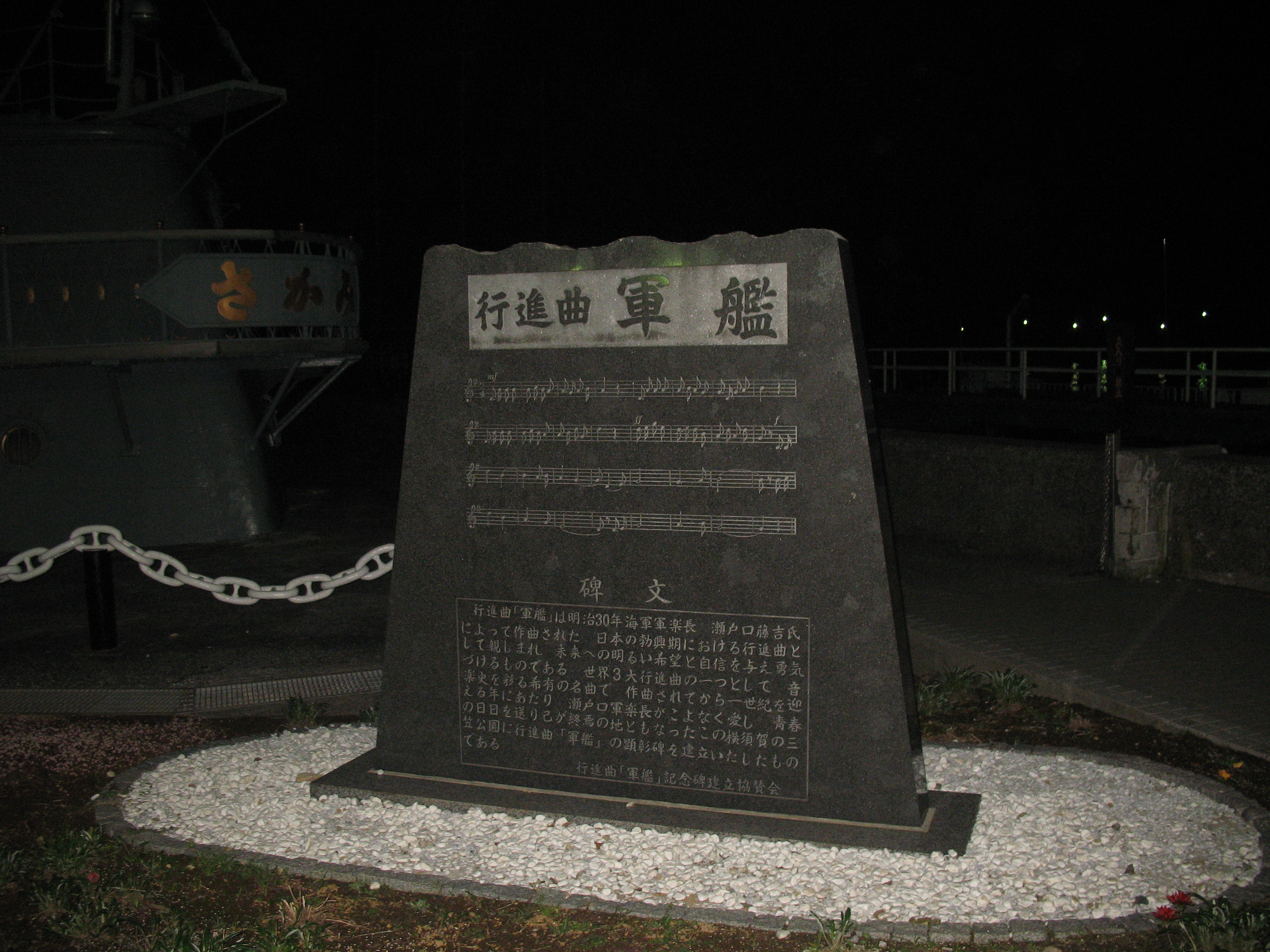
Мемориальный камень около корабля-музея «Микаса» в Йокосуке

История марша началась с опубликования в 1893 году пионерской песни под названием «Военные корабли» (軍艦 Гункан). Автором слов был натуралист и поэт Хираку Торияма, автором музыки — педагог Гэнъитиро Ямада. В 1897 году композитор Токити Сэтогути написал для неё новую, более оживлённую мелодию. В 1900 году по просьбе флотского командования, которому понадобилась песня для военно-морского смотра, Сэтогути переделал свою мелодию в марш для духовых инструментов и вставил туда в качестве интерлюдии мелодию песни «Если морем мы уйдём» (Уми юкаба) в варианте Суэёси Тоги. Получившийся марш был впервые исполнен 30 апреля 1900 года на смотре, устроенном императором Мэйдзи.
«Марш военных кораблей» считался гимном японского флота и был популярен в 1930-х годах, на подъёме праворадикальных и националистических настроений, царивших в Японии. В то время он часто использовался в игровых автоматах патинко. Однако всенародную известность марш получил в первые годы Второй мировой войны, когда Япония в короткое время одержала на тихоокеанском фронте несколько крупных побед. Марш неизменно сопровождал передаваемые по радио сообщения о военных успехах японцев на флоте. Реальные успехи, впрочем, довольно быстро кончились, и тогда под бравурную музыку радио стало сообщать о вымышленных. Вот как об этом писал лётчик-ас Сабуро Сакаи в своих мемуарах:

Перед каждым выпуском новостей, громыхавшим на всю улицу, по радио передавали «Военно-морской марш», а потом диктор ликующим голосом сообщал о колоссальных победах над американцами, одержанных в воздушных битвах на Соломоновых островах. Я услышал совершенно невероятный перечень потопленных американских кораблей, узнал о сотнях сбитых самолётов.
После поражения Японии в Второй мировой войне оккупационные силы США, к большому удивлению японцев, не запретили «Марш военных кораблей», как другие патриотические песни, а напротив, сочли его замечательным военным маршем и сами часто его исполняли. В послевоенной Японии марш продолжает использоваться морскими силами самообороны на официальных церемониях вроде спуска кораблей на воду, по-прежнему звучит из автоматов патинко, а кроме того, очень популярен у японских ультраправых группировок.
В 1996 году в городе Йокосука около корабля-музея «Микаса», участвовавшего в русско-японской войне, был установлен мемориальный камень с текстом и нотами марша.

## Текст и ноты
| Оригинальный текст | Нормализация | Построчный перевод |
| --- | --- | --- |
| 守るも攻むるも黒鐵の 浮かべる城ぞ頼みなる 浮かべるその城日の本の 皇國の四方を守るべし 眞鐵のその艦日の本に 仇なす國を攻めよかし 石炭の煙は大洋の 龍かとばかり靡くなり 彈撃つ響きは雷の 聲かとばかり響むなり 萬里の波濤を乘り越えて 皇國の光輝かせ | Mamoru mo semuru mo kurogane no Ukaberu shiro zo tanominaru Ukaberu sono shiro hi no moto no Mikuni no yomo o mamorubeshi Magane no sono fune hi no moto ni Adanasu kuni wo semeyokashi Iwaki no kemuri wa wadatsumi no Tatsu kato bakari nabikunari Tama utsu hibiki wa ikazuchi no Koe kato bakari doyomunari Banri no hatō wo norikoete Mikuni no hikari kagayakase | И в обороне, и в атаке железные Плавучие крепости — наша надежда и опора, И эти плавучие крепости непременно защитят нашу Страну восходящего солнца со всех сторон. Так идите же в атаку, железные корабли, На враждебные Японии государства. Дым от угольных топок стелется так, Что кажется, будто это морской дракон, Пушечные выстрелы грохочут так, Что кажется, будто это гром. Пересеките океан и в заморских землях Прославьте нашу страну! |

Далее исполняется семистишие «Уми юкаба» (либо только мелодия, либо мелодия со словами). В настоящее время в японском флоте установлен следующий порядок исполнения: первый куплет — второй куплет — «Уми юкаба» — проигрыш. Изначально порядок был другой: проигрыш — 1 куплет — «Уми юкаба» — 2 куплет.

## Интересные факты
- В армии Мьянмы исполняется песня под названием Myanmar Tot Ya Tatmadaw на слегка изменённую мелодию «Марша боевых кораблей».
- В 1983 году Марш боевых кораблей был исполнен оркестром ВМФ США по случаю визита премьер-министра Японии Накасонэ Ясухиро.